# Michael Cullin
Michel Cullin (n. 17 septembrie 1944, Antony, Seine, Franța – d. 3 martie 2020, Viena, Austria) a fost un profesor universitar și politolog francez. A fost conferențiar la Universitatea din Nisa⁠(d) și director al Departamentului de relații franceze-austriece de la Academia Diplomatică din Viena⁠(d).

## Viața
După ce a terminat studiile de științe politice și germanistică cu succes (1962-1965) în Paris, Michael Cullin a fost "Asistent de français" la Theresianum in Wien (1966-1967) înainte de a accepta postul de "Lecteur de français", la Universität Wien (1967-1969). După o scurtă oprire la Geschwister Scholl Institut al Universität München (1969-1971), Michel Cullin a fost "asistent d'Anglais" (1971-1976), "Maître-asistent de civilizație Autrichienne" (1976-1980) și în cele din urmă "Maître de Conférence de civilizație Autrichienne" (1980-1982) la Universitatea din Orléans. Pe lângă aceasta, el a obținut doctoratul în "Études allemandes contemporaines" (1977), și a lucrat în calitate de corespondent francez pentru ORF și a fost director al "clubului franco-allemand" din Orleans. Între 1979 și 1982 a lucrat ca cercetător pentru „Deutsch-Französischen Jugendwerks“, iar doi ani mai tarziu sa alaturat la CEMEA. Au urmat mai mulți ani în Viena, unde a lucrat ca director al Institutului Francez (1982-1986) și, ca viziting-professor la Universitate și pentru diferite ziare (1986-1989). Apoi a citit de la Universitățile din Heidelberg, Jena și Leipzig și a lucrat 1991 - 1995 la Berlin, ca atașat cultural pentru cooperare în domeniul învățământului superior la Ambasada franceză. Între anii 1998 și 1999 Culling a lucrat prima dată la Universitatea din Nisa ca "Maître Conférence de". Din 1999 până în 2003, el a lucrat în calitate de Secretar General Adjunct al "Biroului pentru tineret germană-franceză" înainte de a reveni la Nisa (2004).
Pe lângă activitatea sa în calitate de profesor, jurnalist sau cercetător de la zilele studenției lui, Cullin a fost implicat activ în politică.
Cullin a fost purtător de Österreichischen Ehrenkreuzes für Wissenschaft und Kunst I. Klasse.
El a fost vice-președinte al societății Weltmenschverein - asociație de promovare a păcii între oameni și un membru al Consiliului Internațional al Asociației de serviciului austriac în străinătate.

## Publicații
- Der Weg zum österreichischen Staatsvertrag. Paris 1966, A.C.A.A
- L’Autriche contemporaine (zusammen mit Felix Kreissler). Paris 1972, A.Colin
- Les théories de la nation autrichienne. Paris 1977, A.C.A.A.
- Education civique et formation politique dans les échanges franco-allemands (zusammen mit Hans Nicklas). Paris/Bad Honnef 1980, DFJW
- Ein Gallier in Danubien: Erfahrungen eines Zwangsarbeiters unter dem NS-Regime (zusammen mit Robert Quintilla), 2006
- Douce France? Musik-Exil in Frankreich / Musiciens en Exil en France 1933-1945 (zusammen mit Primavera Driessen-Gruber). Wien/Böhlau, 2008
- intrari numeroase in lexicoane si enciclopedii
- articole numeroase